# 10e étape du Tour de France 2019
Pour un article plus général, voir Tour de France 2019.
La 10e étape du Tour de France 2019 se déroule le lundi 15 juillet 2019 entre Saint-Flour et Albi, sur une distance de 217,5 kilomètres.

## Parcours
Le parcours fait 217,5 kilomètres et traverse les départements du Cantal, de l'Aveyron et du Tarn, en passant par Rodez et les gorges du Viaur : des routes casse-pattes avant un profil bien plus plat et une arrivée sur une longue ligne droite de 900 mètres.

## Déroulement de la course
Dès le départ, c'est le régional de l'étape Lilian Calmejane qui tente de sortir mais il est immédiatement repris par le peloton. Ce sont finalement Tony Gallopin, Natnael Berhane, Anthony Turgis, Mads Würtz, Odd-Christian Eiking et Michael Schär qui se font la malle. Ils obtiennent seulement trois minutes d'avance sur un peloton nerveux. Plusieurs tentatives se font à l'avant du peloton mais aucune ne fonctionne. A 38 kilomètres de l'arrivée, Education First tente une offensive mais ce sont les Deceuninck-Quick Step qui parviennent à faire exploser le peloton qui perd Thibaut Pinot, Rigoberto Uran, Richie Porte, Jakob Fuglsang. Une quarantaine de coureurs se disputent la victoire et c'est Wout van Aert qui coiffe les sprinteurs. Les favoris piégés terminent avec un retard de 1 minute et 40 secondes. Pinot perd ainsi le bénéfice de son échappée de l'avant-veille.

## Résultats

### Classement de l'étape
| Classement de la 10e étape | Classement de la 10e étape | Classement de la 10e étape | Classement de la 10e étape | Classement de la 10e étape |
|                            | Coureur                    | Pays                       | Équipe                     | Temps                      |
| -------------------------- | -------------------------- | -------------------------- | -------------------------- | -------------------------- |
| 1er                        | Wout van Aert              | Belgique                   | Jumbo-Visma                | en 4 h 49 min 39 s         |
| 2e                         | Elia Viviani               | Italie                     | Deceuninck-Quick Step      | + 0 s                      |
| 3e                         | Caleb Ewan                 | Australie                  | Lotto-Soudal               | + 0 s                      |
| 4e                         | Michael Matthews           | Australie                  | Sunweb                     | + 0 s                      |
| 5e                         | Peter Sagan                | Slovaquie                  | Bora-Hansgrohe             | + 0 s                      |
| 6e                         | Jasper Philipsen           | Belgique                   | UAE Emirates               | + 0 s                      |
| 7e                         | Sonny Colbrelli            | Italie                     | Bahrain-Merida             | + 0 s                      |
| 8e                         | Matteo Trentin             | Italie                     | Mitchelton-Scott           | + 0 s                      |
| 9e                         | Oliver Naesen              | Belgique                   | AG2R La Mondiale           | + 0 s                      |
| 10e                        | Greg Van Avermaet          | Belgique                   | CCC                        | + 0 s                      |
| modifier                   |                            |                            |                            |                            |

### Points attribués
| Sprint intermédiaire La Primaube (km 128,5) | Sprint intermédiaire La Primaube (km 128,5) | Sprint intermédiaire La Primaube (km 128,5) | Sprint intermédiaire La Primaube (km 128,5) | Sprint intermédiaire La Primaube (km 128,5) |
| ------------------------------------------- | ------------------------------------------- | ------------------------------------------- | ------------------------------------------- | ------------------------------------------- |
|                                             | Coureur                                     | Pays                                        | Équipe                                      | Point(s)                                    |
| 1er                                         | Odd Christian Eiking                        | Norvège                                     | Wanty-Gobert                                | 20                                          |
| 2e                                          | Anthony Turgis                              | France                                      | Total Direct Énergie                        | 17                                          |
| 3e                                          | Mads Würtz                                  | Danemark                                    | Katusha-Alpecin                             | 15                                          |
| 4e                                          | Tony Gallopin                               | France                                      | AG2R La Mondiale                            | 13                                          |
| 5e                                          | Michael Schär                               | Suisse                                      | CCC                                         | 11                                          |
| 6e                                          | Natnael Berhane                             | Érythrée                                    | Cofidis                                     | 10                                          |
| 7e                                          | Sonny Colbrelli                             | Italie                                      | Bahrain-Merida                              | 9                                           |
| 8e                                          | Peter Sagan                                 | Slovaquie                                   | Bora-Hansgrohe                              | 8                                           |
| 9e                                          | Daniel Oss                                  | Italie                                      | Bora-Hansgrohe                              | 7                                           |
| 10e                                         | Greg Van Avermaet                           | Belgique                                    | CCC                                         | 6                                           |
| 11e                                         | Marcus Burghardt                            | Allemagne                                   | Bora-Hansgrohe                              | 5                                           |
| 12e                                         | Michael Matthews                            | Australie                                   | Sunweb                                      | 4                                           |
| 13e                                         | Maxime Monfort                              | Belgique                                    | Lotto-Soudal                                | 3                                           |
| 14e                                         | Jasper Stuyven                              | Belgique                                    | Trek-Segafredo                              | 2                                           |
| 15e                                         | Matej Mohorič                               | Slovénie                                    | Bahrain-Merida                              | 1                                           |
| modifier                                    |                                             |                                             |                                             |                                             |

| Arrivée d'étape Albi (km 217,5) | Arrivée d'étape Albi (km 217,5) | Arrivée d'étape Albi (km 217,5) | Arrivée d'étape Albi (km 217,5) | Arrivée d'étape Albi (km 217,5) |
| ------------------------------- | ------------------------------- | ------------------------------- | ------------------------------- | ------------------------------- |
|                                 | Coureur                         | Pays                            | Équipe                          | Point(s)                        |
| 1er                             | Wout van Aert                   | Belgique                        | Jumbo-Visma                     | 30                              |
| 2e                              | Elia Viviani                    | Italie                          | Deceuninck-Quick Step           | 25                              |
| 3e                              | Caleb Ewan                      | Australie                       | Lotto-Soudal                    | 22                              |
| 4e                              | Michael Matthews                | Australie                       | Sunweb                          | 19                              |
| 5e                              | Peter Sagan                     | Slovaquie                       | Bora-Hansgrohe                  | 17                              |
| 6e                              | Jasper Philipsen                | Belgique                        | UAE Emirates                    | 15                              |
| 7e                              | Sonny Colbrelli                 | Italie                          | Bahrain-Merida                  | 13                              |
| 8e                              | Matteo Trentin                  | Italie                          | Mitchelton-Scott                | 11                              |
| 9e                              | Oliver Naesen                   | Belgique                        | AG2R La Mondiale                | 9                               |
| 10e                             | Greg Van Avermaet               | Belgique                        | CCC                             | 7                               |
| 11e                             | Julian Alaphilippe              | France                          | Deceuninck-Quick Step           | 6                               |
| 12e                             | Geraint Thomas                  | Royaume-Uni                     | Ineos                           | 5                               |
| 13e                             | Mads Würtz                      | Danemark                        | Katusha-Alpecin                 | 4                               |
| 14e                             | Egan Bernal                     | Colombie                        | Ineos                           | 3                               |
| 15e                             | Maximiliano Richeze             | Argentine                       | Deceuninck-Quick Step           | 2                               |
| modifier                        |                                 |                                 |                                 |                                 |

|   | \| \| Coureur \| Pays \| Équipe \| Bonifications \| \| - \| ------------- \| --------- \| --------------------- \| ------------- \| \| 1 \| Wout van Aert \| Belgique \| Jumbo-Visma \| 10 s \| \| 2 \| Elia Viviani \| Italie \| Deceuninck-Quick Step \| 6 s \| \| 3 \| Caleb Ewan \| Australie \| Lotto-Soudal \| 4 s \| |           |                       |               |
|   | Coureur | Pays      | Équipe                | Bonifications |
| 1 | Wout van Aert | Belgique  | Jumbo-Visma           | 10 s          |
| 2 | Elia Viviani | Italie    | Deceuninck-Quick Step | 6 s           |
| 3 | Caleb Ewan | Australie | Lotto-Soudal          | 4 s           |

### Cols et côtes
| Côte de Mallet (km 22) 4e catégorie (2,2km à 5,2%) | Côte de Mallet (km 22) 4e catégorie (2,2km à 5,2%) | Côte de Mallet (km 22) 4e catégorie (2,2km à 5,2%) | Côte de Mallet (km 22) 4e catégorie (2,2km à 5,2%) | Côte de Mallet (km 22) 4e catégorie (2,2km à 5,2%) |
| -------------------------------------------------- | -------------------------------------------------- | -------------------------------------------------- | -------------------------------------------------- | -------------------------------------------------- |
|                                                    | Coureur                                            | Pays                                               | Équipe                                             | Point(s)                                           |
| 1er                                                | Natnael Berhane                                    | Érythrée                                           | Cofidis                                            | 1                                                  |
| modifier                                           |                                                    |                                                    |                                                    |                                                    |

| Côte de Chaudes-Aigues (km 40,5) 3e catégorie (3,0km à 6,6%) | Côte de Chaudes-Aigues (km 40,5) 3e catégorie (3,0km à 6,6%) | Côte de Chaudes-Aigues (km 40,5) 3e catégorie (3,0km à 6,6%) | Côte de Chaudes-Aigues (km 40,5) 3e catégorie (3,0km à 6,6%) | Côte de Chaudes-Aigues (km 40,5) 3e catégorie (3,0km à 6,6%) |
| ------------------------------------------------------------ | ------------------------------------------------------------ | ------------------------------------------------------------ | ------------------------------------------------------------ | ------------------------------------------------------------ |
|                                                              | Coureur                                                      | Pays                                                         | Équipe                                                       | Point(s)                                                     |
| 1er                                                          | Natnael Berhane                                              | Érythrée                                                     | Cofidis                                                      | 2                                                            |
| 2e                                                           | Odd Christian Eiking                                         | Norvège                                                      | Wanty-Gobert                                                 | 1                                                            |
| modifier                                                     |                                                              |                                                              |                                                              |                                                              |

| Côte d'Espalion (km 95,5) 3e catégorie (5,2km à 4,9%) | Côte d'Espalion (km 95,5) 3e catégorie (5,2km à 4,9%) | Côte d'Espalion (km 95,5) 3e catégorie (5,2km à 4,9%) | Côte d'Espalion (km 95,5) 3e catégorie (5,2km à 4,9%) | Côte d'Espalion (km 95,5) 3e catégorie (5,2km à 4,9%) |
| ----------------------------------------------------- | ----------------------------------------------------- | ----------------------------------------------------- | ----------------------------------------------------- | ----------------------------------------------------- |
|                                                       | Coureur                                               | Pays                                                  | Équipe                                                | Point(s)                                              |
| 1er                                                   | Natnael Berhane                                       | Érythrée                                              | Cofidis                                               | 2                                                     |
| 2e                                                    | Odd Christian Eiking                                  | Norvège                                               | Wanty-Gobert                                          | 1                                                     |
| modifier                                              |                                                       |                                                       |                                                       |                                                       |

| Côte de La Malric (km 164,5) 3e catégorie (3,6km à 4,7%) | Côte de La Malric (km 164,5) 3e catégorie (3,6km à 4,7%) | Côte de La Malric (km 164,5) 3e catégorie (3,6km à 4,7%) | Côte de La Malric (km 164,5) 3e catégorie (3,6km à 4,7%) | Côte de La Malric (km 164,5) 3e catégorie (3,6km à 4,7%) |
| -------------------------------------------------------- | -------------------------------------------------------- | -------------------------------------------------------- | -------------------------------------------------------- | -------------------------------------------------------- |
|                                                          | Coureur                                                  | Pays                                                     | Équipe                                                   | Point(s)                                                 |
| 1er                                                      | Natnael Berhane                                          | Érythrée                                                 | Cofidis                                                  | 2                                                        |
| 2e                                                       | Odd Christian Eiking                                     | Norvège                                                  | Wanty-Gobert                                             | 1                                                        |
| modifier                                                 |                                                          |                                                          |                                                          |                                                          |

### Prix de la combativité
- Natnael Berhane (Cofidis)

## Classements à l'issue de l'étape

### Classement général
| Classement général | Classement général | Classement général | Classement général    | Classement général  |
|                    | Coureur            | Pays               | Équipe                | Temps               |
| ------------------ | ------------------ | ------------------ | --------------------- | ------------------- |
| 1er                | Julian Alaphilippe | France             | Deceuninck-Quick Step | en 43 h 27 min 15 s |
| 2e                 | Geraint Thomas     | Royaume-Uni        | Ineos                 | + 1 min 12 s        |
| 3e                 | Egan Bernal        | Colombie           | Ineos                 | + 1 min 16 s        |
| 4e                 | Steven Kruijswijk  | Pays-Bas           | Jumbo-Visma           | + 1 min 27 s        |
| 5e                 | Emanuel Buchmann   | Allemagne          | Bora-Hansgrohe        | + 1 min 45 s        |
| 6e                 | Enric Mas          | Espagne            | Deceuninck-Quick Step | + 1 min 46 s        |
| 7e                 | Adam Yates         | Royaume-Uni        | Mitchelton-Scott      | + 1 min 47 s        |
| 8e                 | Nairo Quintana     | Colombie           | Movistar              | + 2 min 4 s         |
| 9e                 | Daniel Martin      | Irlande            | UAE Emirates          | + 2 min 9 s         |
| 10e                | Giulio Ciccone     | Italie             | Trek-Segafredo        | + 2 min 32 s        |
| modifier           |                    |                    |                       |                     |

### Classement par points
| Classement par points | Classement par points | Classement par points | Classement par points | Classement par points |
| --------------------- | --------------------- | --------------------- | --------------------- | --------------------- |
|                       | Coureur               | Pays                  | Équipe                | Point(s)              |
| 1er                   | Peter Sagan           | Slovaquie             | Bora-Hansgrohe        | 229 points            |
| 2e                    | Michael Matthews      | Australie             | Sunweb                | 167 pts               |
| 3e                    | Elia Viviani          | Italie                | Deceuninck-Quick Step | 153 pts               |
| 4e                    | Sonny Colbrelli       | Italie                | Bahrain-Merida        | 151 pts               |
| 5e                    | Jasper Stuyven        | Belgique              | Trek-Segafredo        | 105 pts               |
| 6e                    | Matteo Trentin        | Italie                | Mitchelton-Scott      | 101 pts               |
| 7e                    | Caleb Ewan            | Australie             | Lotto Soudal          | 98 pts                |
| 8e                    | Greg Van Avermaet     | Belgique              | CCC                   | 94 pts                |
| 9e                    | Julian Alaphilippe    | France                | Deceuninck-Quick Step | 75 pts                |
| 10e                   | Dylan Groenewegen     | Pays-Bas              | Jumbo-Visma           | 66 pts                |
| modifier              |                       |                       |                       |                       |

### Classement du meilleur jeune
| Classement général du meilleur jeune | Classement général du meilleur jeune | Classement général du meilleur jeune | Classement général du meilleur jeune | Classement général du meilleur jeune |
|                                      | Coureur                              | Pays                                 | Équipe                               | Temps                                |
| ------------------------------------ | ------------------------------------ | ------------------------------------ | ------------------------------------ | ------------------------------------ |
| 1er                                  | Egan Bernal                          | Colombie                             | Ineos                                | en 43 h 28 min 31 s                  |
| 2e                                   | Enric Mas                            | Espagne                              | Deceuninck-Quick Step                | + 30 s                               |
| 3e                                   | Giulio Ciccone                       | Italie                               | Trek-Segafredo                       | + 1 min 16 s                         |
| 4e                                   | David Gaudu                          | France                               | Groupama-FDJ                         | + 3 min 16 s                         |
| 5e                                   | Laurens De Plus                      | Belgique                             | Jumbo-Visma                          | + 25 min 3 s                         |
| 6e                                   | Gregor Mühlberger                    | Autriche                             | Bora-Hansgrohe                       | + 29 min 45 s                        |
| 7e                                   | Maximilian Schachmann                | Allemagne                            | Bora-Hansgrohe                       | + 30 min 39 s                        |
| 8e                                   | Wout van Aert                        | Belgique                             | Jumbo-Visma                          | + 32 min 55 s                        |
| 9e                                   | Tiesj Benoot                         | Belgique                             | Lotto-Soudal                         | + 35 min 14 s                        |
| 10e                                  | Lennard Kämna                        | Allemagne                            | Sunweb                               | + 36 min 18 s                        |
| modifier                             |                                      |                                      |                                      |                                      |

### Classement du meilleur grimpeur
| Classement du meilleur grimpeur | Classement du meilleur grimpeur | Classement du meilleur grimpeur | Classement du meilleur grimpeur | Classement du meilleur grimpeur |
| ------------------------------- | ------------------------------- | ------------------------------- | ------------------------------- | ------------------------------- |
|                                 | Coureur                         | Pays                            | Équipe                          | Point(s)                        |
| 1er                             | Tim Wellens                     | Belgique                        | Lotto-Soudal                    | 43 points                       |
| 2e                              | Thomas De Gendt                 | Belgique                        | Lotto-Soudal                    | 37 pts                          |
| 3e                              | Giulio Ciccone                  | Italie                          | Trek-Segafredo                  | 30 pts                          |
| 4e                              | Xandro Meurisse                 | Belgique                        | Wanty-Gobert                    | 27 pts                          |
| 5e                              | Natnael Berhane                 | Érythrée                        | Cofidis                         | 20 pts                          |
| 6e                              | Dylan Teuns                     | Belgique                        | Bahrain-Merida                  | 13 pts                          |
| 7e                              | Benjamin King                   | États-Unis                      | Dimension Data                  | 13 pts                          |
| 8e                              | Tiesj Benoot                    | Belgique                        | Lotto-Soudal                    | 12 pts                          |
| 9e                              | Daryl Impey                     | Afrique du Sud                  | Mitchelton-Scott                | 10 pts                          |
| 10e                             | Toms Skujiņš                    | Lettonie                        | Trek-Segafredo                  | 9 pts                           |
| modifier                        |                                 |                                 |                                 |                                 |

### Classement par équipes
| Classement par équipes | Classement par équipes | Classement par équipes | Classement par équipes |
|                        | Équipe                 | Pays                   | Temps                  |
| ---------------------- | ---------------------- | ---------------------- | ---------------------- |
| 1re                    | Movistar               | Espagne                | en 130 h 45 min 20 s   |
| 2e                     | Trek-Segafredo         | États-Unis             | + 1 min 30 s           |
| 3e                     | Bora-Hansgrohe         | Allemagne              | + 14 min 59 s          |
| 4e                     | Mitchelton-Scott       | Australie              | + 15 min 31 s          |
| 5e                     | AG2R La Mondiale       | France                 | + 18 min 56 s          |
| 6e                     | Groupama-FDJ           | France                 | + 19 min 4 s           |
| 7e                     | Jumbo-Visma            | Pays-Bas               | + 19 min 14 s          |
| 8e                     | UAE Emirates           | Émirats arabes unis    | + 23 min 33 s          |
| 9e                     | Ineos                  | Royaume-Uni            | + 25 min 53 s          |
| 10e                    | EF Education First     | États-Unis             | + 32 min 27 s          |
| modifier               |                        |                        |                        |

## Le maillot jaune du jour
Chaque jour, un maillot jaune différent est remis au leader du classement général, avec des imprimés rendant hommage à des coureurs ou à des symboles qui ont marqué l'histoire l'épreuve, à l'occasion du centième anniversaire du maillot jaune.
La cathédrale Sainte-Cécile d’Albi s’impose comme le plus grand édifice de briques du monde et, est représenté sur le maillot de cette dixième étape.